# Автоформатування
Автоформатування тексту - зміна розділових знаків, відступів, капіталізації символів тексту в залежності від його лексичного значення.
У загальному випадку автоформатування може застосовуватись і до природних мов (наприклад, після точки завжди повинен йти пробіл, а між буквою і закриваючою дужкою, пробілу бути не повинно), але автоформатування переважно застосовується до мов програмування (які мають сувору синтаксичну структуру).

## Основні елементи форматування
- автовідступ, що визначається глибиною вкладених дужок в мовах з блочними операторами (Сі/Сі++, Java, Паскаль, PHP);
- підстановка імені змінної, класу, методу і т. д. з раніше визначених (функція автодоповнення);
- заміну триграфів на відповідні символи (в C, Фортран);
- приведення до заданого регістру операторів і ключових слів мови програмування (BASIC, С);
- видалення зайвих пробілів з тексту;
- автоматичне оформлення розриву рядка в мовах, які потребують такого оформлення (наприклад, слеш останнім символом рядка, якщо відкриті лапки).

Також, автоформатування може застосовуватися по відношенню до оформлення тексту (автовиділення списків, заголовків і підзаголовків, гіперпосилань).